# Pirnis Plattenkiste
Pirnis Plattenkiste ist eine Radiosendung, die erstmals am 26. Oktober 2005 auf Radio Salzburg, einem Regionalsender des ORF, ausgestrahlt wurde. Die Sendung läuft seither jeden Sonntag und an jedem Feiertag spätnachmittags, wenn auch nicht mehr auf dem ursprünglichen Sender. Sie wird von Beginn an von Reinhard Pirnbacher moderiert.

## Besonderheiten
In der Sendung wird nur Musik von alten Vinyl-Schallplatten oder Schellackplatten gespielt. Das Repertoire umfasst Schlager, Operette, Oldie, Rock und Pop, Big-Band, Tanzmusik und vereinzelt Volkslieder und Volksmusik. Pirnis Plattenkiste stützt sich auf das private Archiv von Reinhard Pirnbacher, das mehr als 150.000 Tonträger – also Schallplatten – umfasst. Dabei sind mehr als 70.000 Musiktitel sofort während des Sendebetriebes verfügbar. Wenn Titel gewünscht werden, die noch nicht eingespielt sind, werden diese Platten meist binnen Wochenfrist gesucht, gereinigt und eingespielt.

## Sendungskonzept
Im redaktionellen Teil der Sendung erfährt der Hörer Wissenswertes über Schlager- und Musikgeschichte und über Schallplatten, Schellackplatten und analoge Wiedergabetechnik. Aufnahmen von alten Phonographenwalzen sind gelegentlich zu hören. Der nichtredaktionelle Teil der Plattenkiste ist Musikwünschen der Hörerschaft vorbehalten; die gewünschten Titel müssen auf Vinyl oder auf noch älteren Tonträgersystemen erschienen sein. An Feiertagen entfällt der redaktionelle Teil und die Plattenkiste ist dann eine reine Wunschsendung.
Bislang wurden über 1200 Folgen ausgestrahlt. Die 1000ste Ausgabe wurde im Rahmen eines großen Fest-Events am 26. Mai 2022 live aus Stiegls Brauwelt in Salzburg gesendet.

## Technische Reichweite
Pirnis Plattenkiste wird seit Ostersonntag 2020 in unveränderter Form vom Museumsradio 1476 weitergeführt, nachdem die Sendung von Radio Salzburg nach 862 Folgen abgesetzt worden war. Das Museumsradio 1476 sendet auf Mittelwelle 1476 kHz und als Stream via Internet, außerdem im gesamten Land Salzburg und im angrenzenden Oberösterreich im Kabelnetz der Salzburg AG. Zusätzlich wird Pirnis Plattenkiste zeitgleich von Radio Inn-Salzach-Welle (ISW) auf UKW und DAB+ und im Internet übernommen. Zusätzlich wird die Sendung von einigen weiteren Internetsendern per Stream ausgestrahlt. Beispielsweise von Radio Nachtvogel in Vorarlberg und von Schwanys Hoamatwelle in Straubing. Bis zur Einstellung des dortigen Sendebetriebes im August 2024 wurde die Sendung auch Radio Haaglanden International in den Niederlanden auf 1395 kHz übernommen. Radio Haaglanden war einer der letzten, wenn nicht der letzte Mittelwellensender in den Niederlanden.